# A. D. Scott
Ann Deborah Nolan (nascida no século XX), também conhecida pelo pseudónimo A. D. Scott, é uma escritora escocesa.
Scott é conhecida pela sua obra Highland Gazette Mystery Series.

## Educação
Frequentou a Inverness Royal Academy e a Royal Scottish Academy of Music and Drama.

## Carreira
A Highland Gazette Mystery Series consiste nos seguintes romances: A Small Death in the Great Glen (2010), A Double Death on the Black Isle (2011), Beneath the Abbey Wall (2012), North Sea Requiem (2013), The Low Road (2014), e A Kind of Grief (2015).
Os três primeiros romances foram finalistas do Prémio Barry de Melhor Brochura Original.
Em 2015, a Kirkus Reviews incluiu A Kind of Grief na sua lista dos melhores romances de mistério e suspense do ano.

### Publicações
1. A Small Death in the Great Glen. [S.l.]: Atria Books. 2010. ISBN 9781439154939
2. A Double Death on the Black Isle. [S.l.]: Atria Books. 2011. ISBN 9781439154946
3. Beneath the Abbey Wall. [S.l.]: Atria Books. 2012. ISBN 9781451665772
4. North Sea Requiem. [S.l.]: Atria Books. 2013. ISBN 9781451665796
5. The Low Road. [S.l.]: Atria Books. 2014. ISBN 9781476756165
6. A Kind of Grief. [S.l.]: Atria Books. 2015. ISBN 9781476756189